# Julio Mahárbiz
Julio Ernesto Mahárbiz, también conocido como Julio Márbiz (Noetinger, 6 de julio de 1935 - Buenos Aires, 8 de mayo de 2013), fue un locutor, productor y empresario argentino. Animó el Festival de Cosquín durante 39 años. Por esta larga trayectoria, recibió un Premio Konex en 1987. Su hermano Carlos Mahárbiz es presidente de la discográfica Fonovisa.

## Biografía
Nació y vivió en Noetinger, un pueblo pequeño en el sureste de la provincia de Córdoba, junto a su familia. Era hijo de un hombre libanés que trabajaba como cantante de tangos. En 1951 se radicó en Buenos Aires para encontrar trabajo en el medio radial. Inició su carrera en cines y teatros como presentador y recitador de poemas criollos, participando en Radio Porteña desde 1956. En 1958 debutó en Radio El Mundo, una de las más importantes de la época, para conducir Aquí está el folklore y Calefones Universal.
Desde 1963 a 2001 animó el reconocido Festival de Cosquín, con lo que obtuvo mucha experiencia como presentador de figuras. Según el exdirector de Radio Nacional Marcelo Simón, en 1965, al aparecer Mercedes Sosa en el escenario del Festival de Cosquín e invitada personalmente por Jorge Cafrune, Mahárbiz ―que integraba la comisión organizadora― trató de evitar que la desconocida cantante subiera al escenario:

Yo estaba en el 65, cuando subió Mercedes Sosa a este escenario invitada por Jorge Cafrune. Me acuerdo que Mahárbiz decía: «¿Quién es esa mina con esa pinta de sirvienta? ¿Qué hace acá?». Y Mercedes se abrió paso, y encima con Canción del derrumbe indio, que ―con ingenuidad o no― es un canto sobre la conquista española.
Marcelo Simón.

En 1968 condujo Argentinísima por Radio El Mundo, que fue llevado al cine en dos oportunidades y se mantiene hasta la actualidad siendo transmitido por el canal Crónica TV, de Héctor Ricardo García. El ciclo invita a diversos cantantes de folklore que interpretan temas y mantienen una corta charla con el entrevistador. Siendo un relevante exponente para la música nacional, condujo importantes festivales argentinos como el Festival de la Chaya, en La Rioja a fines de los años sesenta, y ceremonias en el Festival Internacional de Cine de Mar del Plata.
Trabajó como director de Radio Splendid de 1989 a 1996 . Pese a que renovó tecnológicamente a la emisora, trasladándola a su actual edificio de Maipú 555 de Buenos Aires, su actuación fue muy polémica, ya que despidió y persiguió a una parte importante de su personal. Mientras privilegiaba a sus cercanos y familiares en la conducción, mantenía con sueldos bajos, pagos en negro, al personal contratado. 
En junio de 1995, el presidente Carlos Saúl Menem lo nombró director del INCAA (Instituto Nacional de Cine y Artes Audiovisuales).
En esa época ya era muy cuestionado por las personalidades del espectáculo en Argentina.
Habiendo ganado la confianza de Ménem, este lo nombró interventor de ATC en enero de 1996. Repitió su accionar persiguiendo a los empleados del canal que no estuvieran de acuerdo con sus decisiones. Presentó a la emisora en concurso preventivo, denunciando un pasivo de más de 70 millones de dólares. Y hasta le cambió el nombre de ATC por el de ATeCE, modificando el logo por uno celeste y blanco. Si bien propuso una identificación de la televisión con el folclore nacional, la audiencia mostró escaso interés, reduciendo los índices de rating.
Remodeló la sede del INCAA, inauguró una sede para la escuela de cine (ENERC) y fundó el complejo Tita Merello, (actriz a la que le concedió su último reportaje televisivo en 1994)
Dejó el INCAA en diciembre de 1999, junto con el presidente Menem. Tras su administración, el organismo quedó con una deuda de 20 millones de dólares. En los años siguientes, Darío Lopérfido ―secretario de Comunicación y Cultura de la Nación―, cuestionó duramente su gestión. En 2007 fue procesado por presuntas irregularidades en el contrato de alquiler del edificio de Suipacha y Corrientes, donde funciona el complejo Tita Merello. El juez federal Daniel Rafecas dio por probado que en las contrataciones realizadas por Mahárbiz, que involucraron una suma de unos 9 millones de dólares, Mahárbiz se habría apartado del interés público que debía guiar su actuación como funcionario, para beneficiar a las empresas que firmaron los contratos. Por ese delito se contempla una pena de entre uno y seis años de prisión.
Mahárbiz participó en cinco películas como intérprete y una como guionista.
Dedicó su carrera a la difusión de la música popular argentina, tanto folklórica como del tango. Presentó a muchos artistas como Atahualpa Yupanqui, Mercedes Sosa, Soledad, Jaime Torres, Chaqueño Palavecino, Ariel Ramírez, Santiago Ayala (El Chúcaro) y otros.
En el año 2009 festeja los 40 años de Argentinísima en el Teatro Broadway de Buenos Aires, situado en la Calle Corrientes, donde asistieron muchos de los grandes referentes de la cultura popular argentina actual.
Estuvo casado con Jovita Díaz, y después con la productora Mabel Ongaro. Tuvo cuatro hijos.
Falleció en su casa el 8 de mayo de 2013, víctima de un cáncer de colon, enfermedad que lo mantuvo alejado de la actividad en los últimos años. Tenía 77 años.

## Cine
Guionista
- 1976: El canto cuenta su historia.[18]

Intérprete
- 1969: El cantor enamorado.
- 1972: Argentinísima.[19][20]
- 1973: Argentinísima II.
- 1976: El canto cuenta su historia.
- 1981: Mire que es lindo mi país.

## Radio
- Argentinisima - Radio El Mundo (1968).
- Argentinisima - Radio Del Plata (1974).

## Televisión
- Domingos criollos (1963) junto con Pancho Cárdenas.
- Malambo - Canal 7 (1967).
- Argentinisima - Canal 11 (1984-1985)/Canal 2 (1986-1987)/América TV (1997-1998)/ATeCe (1993/1998)/Crónica TV (2006-2012).